# Torps villasamhälle
Torps villasamhälle är en bebyggelse vid södra stranden av Glan väster om Norrköping  i Norrköpings kommun. Vid SCB:s ortsavgränsning 2020 klassades bebyggelsen som en småort.